# زبابة ألبية
زبابة ألبية (الاسم العلمي: Sorex alpinus) (بالإنجليزية: Alpine Shrew)‏ هي نوع من الثدييات يتبع جنس الزبابة من فصيلة الزبابات.